# Patulin
Patulin är en polyketid, som är ett mykotoxin som produceras av flera mögelsvampar, särskilt släktena Aspergillus, Byssochlamus och Penicillium och särskilt Penicillium expansum. Det återfinns vanligtvis i frukt, speciellt i äpplen. Mängden patulin som finns i äppelprodukter anses i allmänhet vara ett mått på kvaliteten på de äpplen som används för produktionen. Den toxiska effekten av patulin är inte särskilt stor, men många studier har funnit att det är genotoxiskt. På grund av detta har det ansetts vara ett potentiellt cancerframkallande ämne, även om antagandet inte har bekräftats av djurförsök. Patulin kan också användas som ett antibiotikum. Många länder har satt gränser för patulinhalten i äppelprodukter. WHO rekommenderar en maximal koncentration av patulin i äppeljuice på 50 µg/L.